# Turnen op de Olympische Zomerspelen 1980
Turnen is een van de sporten die beoefend werden tijdens de Olympische Zomerspelen 1980 in Moskou.

## Heren

### team
| rang   | sporter(s)                                                                                              | land | punten |
| ------ | --- | ---- | ------ |
| Goud   | Aleksandr Dityatin Nikolaj Andrianov Eduard Azarjan Aleksandr Tkatsjov Bogdan Makoets Vladimir Markelov | URS  | 589.60 |
| Zilver | Roland Brückner Michael Nikolay Lutz Hoffmann Ralf-Peter Hemmann Andreas Bronst Lutz Mack               | GDR  | 581.15 |
| Brons  | Ferenc Donáth Zoltán Magyar Péter Kovács György Guczoghy István Vámos Zoltán Kelemen                    | HUN  | 575.00 |
| 4      | Dan Grecu Kurt Szilier Aurelian Georgescu Sorin Cepoi Nicolae Oprescu Romulus Bucuroiu                  | ROU  | 572.30 |
| 5      | Stojan Deltsjev Dantsjo Jordanov Plamen Petkov Rumen Petkov Ognjan Bangijev Janko Radantsjev            | BUL  | 571.55 |
| 6      | Jiří Tabak Rudolf Babiak Jan Zoulík Miloslav Kučeřík Jan Migdau Josef Konečný                           | TCH  | 569.80 |
| 7      | Sergio Suarez Roberto Leon Miguel Arroyo Enrique Bravo Mario Casiro Jorge Roche                         | CUB  | 563.20 |
| 8      | Michel Boutard Willi Moy Henry Boério Joël Suty Yves Boquel Marc Touchais                               | FRA  | 559.20 |

### individuele meerkamp
| rang   | sporter(s)         | land | punten  |
| ------ | ------------------ | ---- | ------- |
| Goud   | Aleksandr Dityatin | URS  | 118.650 |
| Zilver | Nikolaj Andrianov  | URS  | 118.225 |
| Brons  | Stojan Deltsjev    | BUL  | 118.000 |
| 4      | Aleksandr Tkatsjov | URS  | 117.700 |
| 5      | Roland Brückner    | GDR  | 117.300 |
| 6      | Michael Nikolay    | GDR  | 116.750 |
| 7      | Lutz Hoffmann      | GDR  | 116.025 |
| 8      | Jiří Tabak         | TCH  | 115.675 |

### vloer
| rang   | sporter(s)         | land | punten |
| ------ | ------------------ | ---- | ------ |
| Goud   | Roland Brückner    | GDR  | 19.750 |
| Zilver | Nikolaj Andrianov  | URS  | 19.726 |
| Brons  | Aleksandr Dityatin | URS  | 19.700 |
| 4      | Jiří Tabak         | TCH  | 19.676 |
| 5      | Péter Kovács       | HUN  | 19.425 |
| 6      | Lutz Hoffmann      | GDR  | 18.725 |

### paard voltige
| rang   | sporter(s)         | land | punten |
| ------ | ------------------ | ---- | ------ |
| Goud   | Zoltán Magyar      | HUN  | 19.925 |
| Zilver | Aleksandr Dityatin | URS  | 19.800 |
| Brons  | Michael Nikolay    | GDR  | 19.775 |
| 4      | Roland Brückner    | GDR  | 19.725 |
| 5      | Aleksandr Tkatsjov | URS  | 19.475 |
| 6      | Ferenc Donáth      | HUN  | 19.400 |

### ringen
| rang   | sporter(s)         | land | punten |
| ------ | ------------------ | ---- | ------ |
| Goud   | Aleksandr Dityatin | URS  | 19.875 |
| Zilver | Aleksandr Tkatsjov | URS  | 19.725 |
| Brons  | Jiří Tabak         | TCH  | 19.600 |
| 4      | Roland Brückner    | GDR  | 19.575 |
| 5      | Stojan Deltsjev    | BUL  | 19.475 |
| 6      | Dan Grecu          | ROU  | 10.850 |

### sprong
| rang   | sporter(s)         | land | punten |
| ------ | ------------------ | ---- | ------ |
| Goud   | Nikolaj Andrianov  | URS  | 19.825 |
| Zilver | Aleksandr Dityatin | URS  | 19.800 |
| Brons  | Roland Brückner    | GDR  | 19.775 |
| 4      | Ralf-Peter Hemmann | GDR  | 19.750 |
| 5      | Stojan Deltsjev    | BUL  | 19.700 |
| 6      | Jiří Tabak         | TCH  | 19.525 |

### brug
| rang   | sporter(s)         | land | punten |
| ------ | ------------------ | ---- | ------ |
| Goud   | Aleksandr Tkatsjov | URS  | 19.775 |
| Zilver | Aleksandr Dityatin | URS  | 19.750 |
| Brons  | Roland Brückner    | GDR  | 19.650 |
| 4      | Michael Nikolay    | GDR  | 19.600 |
| 5      | Stojan Deltsjev    | BUL  | 19.575 |
| 6      | Roberto Leon       | CUB  | 19.500 |

### rekstok
| rang   | sporter(s)         | land | punten |
| ------ | ------------------ | ---- | ------ |
| Goud   | Stojan Deltsjev    | BUL  | 19.825 |
| Zilver | Aleksandr Dityatin | URS  | 19.750 |
| Brons  | Nikolaj Andrianov  | URS  | 19.675 |
| 4      | Ralf-Peter Hemmann | GDR  | 19.525 |
| 4      | Michael Nikolay    | GDR  | 19.525 |
| 6      | Sergio Suarez      | CUB  | 19.450 |

## Dames

### team
| rang   | sporter(s)                                                                                                 | land | punten |
| ------ | --- | ---- | ------ |
| Goud   | Natalja Sjaposjnikova Jelena Davydova Nelli Kim Maria Filatova Stella Zacharova Jelena Naimoesjina         | URS  | 394.90 |
| Zilver | Emilia Eberle Nadia Comăneci Rodica Dunka Melita Rühn Cristina Grigoraș Dumitriţa Turner                   | ROU  | 393.50 |
| Brons  | Maxi Gnauck Katharina Rensch Steffi Kräker Birgit Süß Silvia Hindorff Karola Sube                          | GDR  | 392.55 |
| 4      | Eva Marečková Jana Labóková Katarina Šarišská Dana Brýdlová Anita Šauerová Radka Zemanová                  | TCH  | 388.80 |
| 5      | Erika Csányi Erika Flander Márta Egervári Lenke Almási Éva Óvári Erzsebet Hanti                            | HUN  | 384.30 |
| 6      | Silvia Topalova Galina Marinova Krassimira Toneva Kamelia Jeftimova Dimitrinka Filipova Antoaneta Rakhneva | BUL  | 382.10 |
| 7      | Łucja Matraszek Małgorzata Majza Anita Jokiel Wiesława Żelaskowska Agata Jaroszek Katarzyna Snopko         | POL  | 376.25 |
| 8      | Choe Jong Sil Sin Myong Ok Kang Myong Suk Kim Chun Son Choe Myong Hui Lo Ok Sil                            | PRK  | 364.05 |

### individuele meerkamp
| rang   | sporter(s)            | land | punten |
| ------ | --------------------- | ---- | ------ |
| Goud   | Jelena Davydova       | URS  | 79.150 |
| Zilver | Nadia Comăneci        | ROU  | 79.075 |
| Zilver | Maxi Gnauck           | GDR  | 79.075 |
| 4      | Natalja Sjaposjnikova | URS  | 79.025 |
| 5      | Nelli Kim             | URS  | 78.425 |
| 6      | Emilia Eberle         | ROU  | 78.400 |
| 7      | Rodica Dunka          | ROU  | 78.350 |
| 8      | Steffi Kräker         | GDR  | 78.200 |

### sprong
| rang   | sporter(s)            | land | punten |
| ------ | --------------------- | ---- | ------ |
| Goud   | Natalja Sjaposjnikova | URS  | 19.725 |
| Zilver | Steffi Kräker         | GDR  | 19.675 |
| Brons  | Melita Rühn           | ROU  | 19.650 |
| 4      | Jelena Davydova       | URS  | 19.575 |
| 5      | Nadia Comăneci        | ROU  | 19.350 |
| 6      | Maxi Gnauck           | GDR  | 19.300 |

### brug met ongelijke leggers
| rang   | sporter(s)     | land | punten |
| ------ | -------------- | ---- | ------ |
| Goud   | Maxi Gnauck    | GDR  | 19.875 |
| Zilver | Emilia Eberle  | ROU  | 19.850 |
| Brons  | Maria Filatova | URS  | 19.775 |
| Brons  | Steffi Kräker  | GDR  | 19.775 |
| Brons  | Melita Rühn    | ROU  | 19.775 |
| 6      | Nelli Kim      | URS  | 19.725 |

### evenwichtsbalk
| rang   | sporter(s)            | land | punten |
| ------ | --------------------- | ---- | ------ |
| Goud   | Nadia Comăneci        | ROU  | 19.800 |
| Zilver | Jelena Davydova       | URS  | 19.750 |
| Brons  | Natalja Sjaposjnikova | URS  | 19.725 |
| 4      | Maxi Gnauck           | GDR  | 19.700 |
| 5      | Radka Zemanová        | TCH  | 19.650 |
| 6      | Emilia Eberle         | ROU  | 19.400 |

### vloer
| rang  | sporter(s)            | land | punten |
| ----- | --------------------- | ---- | ------ |
| Goud  | Nadia Comăneci        | ROU  | 19.875 |
| Goud  | Nelli Kim             | URS  | 19.875 |
| Brons | Maxi Gnauck           | GDR  | 19.825 |
| Brons | Natalja Sjaposjnikova | URS  | 19.825 |
| 5     | Emilia Eberle         | ROU  | 19.750 |
| 6     | Jana Labóková         | TCH  | 19.725 |

## Medaillespiegel
| rang   | land              | goud | zilver | brons | totaal |
| ------ | ----------------- | ---- | ------ | ----- | ------ |
| 1      | Sovjet-Unie       | 9    | 8      | 5     | 22     |
| 2      | DDR               | 2    | 3      | 6     | 11     |
| 3      | Roemenië          | 2    | 3      | 2     | 7      |
| 4      | Bulgarije         | 1    | 0      | 1     | 2      |
| 4      | Hongarije         | 1    | 0      | 1     | 2      |
| 6      | Tsjecho-Slowakije | 0    | 0      | 1     | 1      |
| totaal | totaal            | 15   | 14     | 16    | 45     |